# Rågrund (Lemland, Åland)
Rågrund är ett skär i Åland (Finland). Det ligger i Skärgårdshavet och i kommunen Lemland i landskapet Åland, i den sydvästra delen av landet. Ön ligger omkring 20 kilometer sydöst om Mariehamn och omkring 270 kilometer väster om Helsingfors.
Öns area är 2,1 hektar och dess största längd är 270 meter i nord-sydlig riktning. Trakten är glest befolkad. Närmaste större samhälle är Lemland, 13,8 km norr om Rågrund.